# Paradise: Faith
Paradise: Faith (Paradies: Glaube) è un film del 2012 diretto da Ulrich Seidl.

## Trama
Anna Maria, una signora austriaca di mezza età, vive un'esistenza completamente devota alla fede. Trascorre le sue giornate recandosi presso altre famiglie, portando con sé una grande statua della Vergine Maria, invitandole alla preghiera e al sacrificio, frequenta un gruppo che si batte per il ritorno dell'Austria ai valori cattolici e pratica l'autoflagellazione. Un giorno, dopo tanti anni di assenza, nella vita di Anna Maria fa ritorno suo marito Nabil, un musulmano egiziano su una sedia a rotelle, e il suo equilibrio va in pezzi.

## Produzione
Il film fa parte di una trilogia che comprende anche Paradise: Love e Paradise: Hope, nei quali ricompaiono alcuni degli stessi personaggi e luoghi. Originariamente il progetto Paradise di Ulrich Seidl prevedeva la realizzazione di un solo film composto da tre storie; in seguito il regista decise di suddividere l'opera in una trilogia.

## Accoglienza
Paradise: Faith è stato presentato in anteprima il 30 agosto 2012 al Festival di Venezia dove ha vinto il Leone d'argento.
Una scena contenuta all'interno del film, che rappresenta un momento di autoerotismo della protagonista con un crocefisso, ha indotto un'associazione cattolica a presentare una denuncia per offese a una confessione religiosa.

## Riconoscimenti
- 2012 - Mostra internazionale d'arte cinematografica
  - Premio speciale della giuria